# 萨诺玛

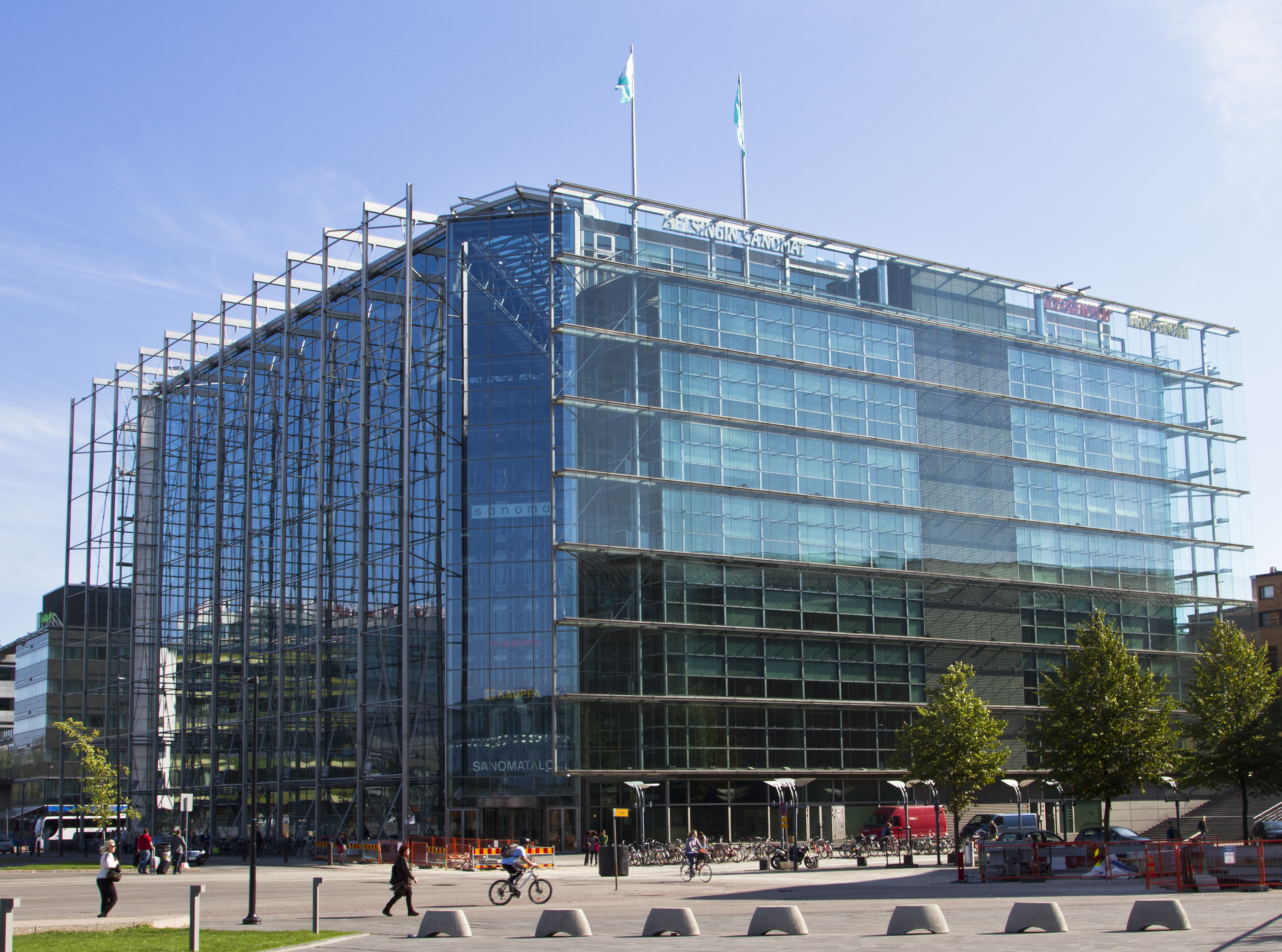
位于赫尔辛基市中心的萨诺玛大楼

萨诺玛集团（芬蘭語：Sanoma Oyj）是芬兰及北欧具有较大影响力的传媒集团，其业务覆盖欧洲5国：芬兰、瑞典、波兰、荷兰及比利时。集团总部位于芬兰首都赫尔辛基。集团大约有4千4百名员工。
萨诺玛集团最著名的媒体是北欧最大的报纸《赫尔辛基日报》。集团下面的电视公司有6个电视频道，其中最重要的是4频道。自2015年10月起，萨诺玛集团的总裁为Susan Duinhoven。

## 历史
《赫尔辛基日报》的前身《日报》早在1889年就已创立。1999年，报纸出版商Sanoma、出版社WSOY、杂志出版商Helsinki Media及投资公司Devarda合并成SanomaWSOY。2008年公司名字改为Sanoma（萨诺玛）。